# Franz Karl Schuler
Franz Karl Schuler (* 1. Januar 1817 in Schwyz; † 2. März 1854 ebenda) war ein Schweizer Politiker. Von 1848 bis 1852 gehörte er dem Nationalrat an, danach dem Regierungsrat des Kantons Schwyz.

## Biografie
Der Sohn eines Salzdirektors besuchte die Gymnasien in Schwyz und Luzern. Nach Sprachaufenthalten in Lausanne und Aubonne zur Erlernung der französischen Sprache studierte er Recht an den Universitäten Zürich und Heidelberg. Ab 1839 war Schuler als Lehrer an der Sekundarschule Schwyz tätig. Er vertrat gemässigt liberale Ansichten und lehnte den Sonderbund der katholisch-konservativen Kantone ab. Gleichwohl war er 1847 während des Sonderbundskriegs Sekretär der Schwyzer Militärkommission.
Nach der Schwyzer Kapitulation gehörte Schuler 1848 dem Verfassungsrat an, der eine neue Schwyzer Kantonsverfassung ausarbeitete. Im selben Jahr wurde er in den Kantonsrat gewählt, ebenso nahm er die Tätigkeit als Kriminalrichter auf. Im Oktober 1848 kandidierte er mit Erfolg bei den ersten Nationalratswahlen. Dieses und weitere Mandate legte er nieder, nachdem der Grosse Rat ihn in die Kantonsregierung gewählt hatte. Während seiner kurzen Amtszeit als Regierungsrat führte er das Departement des Armen- und Vormundschaftswesens.